# Marion Mathoi
Marion Mathoi (* 18. April 1963 in Innsbruck) ist eine österreichische Schauspielerin.

## Leben
Marion Mathoi absolvierte eine Schauspielausbildung am Mozarteum in Salzburg, die sie 1984 mit einem Diplom abschloss. Es folgten Theaterengagements am Münchner Volkstheater und am Stadttheater Ingolstadt. 1984 spielte sie am Münchner Volkstheater die Mizzi in dem Theaterstück Der Bockerer von Ulrich Becher und Peter Preses, 1986 die Jenny in Tod eines Handlungsreisenden von Arthur Miller.
Beim Münchner Theaterfestival spielte sie 1985 die Rolle der Vera in der Uraufführung des Stücks Tropfen auf heiße Steine von Rainer Werner Fassbinder. 1996 spielte Mathoi in der Komödie Dinner für Spinner in der Kleinen Komödie am Max II in München.
Ab Mitte der 1990er Jahre begann dann ihre Karriere im deutschen Fernsehen. Mathoi übernahm hierbei kleinere durchgehende Serienrollen, Episodenrollen und auch Gastrollen.
Mathoi wurde im deutschen Fernsehen häufig in Komödien und volkstümlichen Lustspielen mit bayerischem oder österreichischem Hintergrund eingesetzt, wo sie meist auf den Rollentypus der attraktiven jugendlichen Liebhaberin festgelegt war. 1984 spielte sie eine ihrer ersten Fernsehrollen in der ZDF-Reihe Weißblaue Geschichten in einem Rollengenre, dem sie später weitgehend treu blieb.
Marion Mathoi spielte von 2009 bis 2014 in unregelmäßigen Abständen die wiederkehrende Rolle der  „Rosenbräu“-Wirtin Maria „Mitzi“ Reitmann, in der ZDF-Fernsehserie Die Rosenheim-Cops. 2003 und 2007 hatte Marion Mathoi in der Serie bereits in zwei Episodenrollen mitgewirkt. 2010 spielte sie in einigen Episoden der Telenovela Sturm der Liebe.

## Filmografie (Auswahl)
- 1983: Weißblaue Geschichten (Fernsehserie)
- 1992: Probefahrt ins Paradies
- 1992: Ein Fall für zwei (Fernsehserie, Folge Das Attentat)
- 1993: Rotlicht (Fernsehfilm)
- 1993: Der Bergdoktor (Fernsehserie, Folge Gedächtnislücke)
- 1993: Tschau Tscharlie (Fernsehfilm)
- 1994: Wildbach (Fernsehserie, Folge Gefährliche Liebe)
- 1994–2007: SOKO München (Fernsehserie, 2 Folgen)
- 1997: Ein idealer Kandidat (Fernsehserie, 5 Folgen)
- 1997: Solo für Sudmann (Fernsehserie, Folge Das Lächeln des Tigers)
- 1998: Der Bulle von Tölz: Tod in Dessous (Fernsehserie)
- 1998: Aus heiterem Himmel (Fernsehserie, Folge Affentheater)
- 1999: Anwalt Abel (Fernsehserie, Folge Die Mörderfalle)
- 2000: Café Meineid (Fernsehserie, Folge Ein langer Blick)
- 2002: Ein Dorf sucht seinen Mörder (Fernsehfilm)
- 2003–2014: Die Rosenheim-Cops (Fernsehserie, 26 Folgen)
- 2004: Vater werden ist nicht schwer … (Fernsehfilm)
- 2004: München 7 (Fernsehserie, 2 Folgen)
- 2009: Der Bergdoktor (Fernsehserie, Folge Vergiftungserscheinungen)
- 2010: Geschichten aus den Bergen – Nur die Sterne schauten zu (Fernsehreihe)
- 2010: Sturm der Liebe (Fernsehserie)
- 2011: Herzflimmern – Liebe zum Leben (Fernsehserie)
- 2011: Schmidt & Schmitt – Wir ermitteln in jedem Fall (Fernsehserie, Folge Giftige Grüße)
- 2013: Hubert ohne Staller (Fernsehserie, Folge Schwarzer Freitag)
- 2014: Monaco 110 (Fernsehserie, Folge Allianzen)
- 2018: Um Himmels Willen (Fernsehserie, Folge Gewissenskonflikte)
- 2019: Hubert ohne Staller (Fernsehserie, Folge Hals und Beinbruch)
- 2023: Die Landarztpraxis (Fernsehserie)